# Martin Alfons Paul

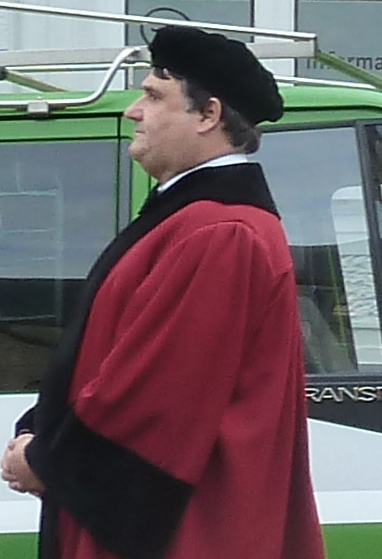
Martin Alfons Paul, als Präsident der Universität Maastricht

Martin Alfons Paul (* 1958 in Sankt Ingbert, Saarland) ist ein deutscher Pharmakologe. Er stand 2011–2021 der Universität Maastricht als Präsident vor und ist aktuell Rektor der Ruhr-Universität Bochum.

## Leben und Wirken
Er studierte von 1978 bis 1985 Humanmedizin in Heidelberg. Nach der Promotion (Untersuchungen zur subzellulären Lokalisation von Komponenten des Renin-Angiotensin-Systems im Gehirn von Ratten) 1985 und der Habilitation (Molekulare Mechanismen der Expression und Regulation des Renins) an der Universität Heidelberg 1992 lehrte er von 1997 bis 2008 als Professor und Institutsleiter für Klinische Pharmakologie und Toxikologie an der FU Berlin, Universitätsklinikum Benjamin Franklin, ab 2003 an der Charité Universitätsmedizin Berlin. Seit 2008 war er an der Universität Maastricht an der Faculty of Health, Medicine and Life Sciences tätig. Er wurde 2011 als Nachfolger von Jo Ritzen Präsident der Maastrichter Universität.
2021 wurde er von der Hochschulwahlversammlung der Ruhr-Universität Bochum zum neuen Rektor der Ruhr-Uni gewählt. Er bekleidet das Amt seit dem 1. November 2021.
Infolge von Diskriminierungsvorwürfen seitens der Studierendenschaft gegenüber der Betreibergesellschaft mehrerer Mitgliedskrankenhäuser des Bochumer Universitätsklinikums, stellte sich Paul als Rektor der Universität hinter die betroffene Fachschaft und das Studierendenparlament. Im Namen der RUB distanzierte er sich von dem in den Einrichtungen geltenden Kopftuchverbot. Dieses sei mit den Werten der Ruhr-Universität und ihrer Vielfaltscharta unvereinbar.